# Koninklijke Academie voor Beeldende Kunsten van Mechelen
De Koninklijke Academie voor Beeldende Kunsten van Mechelen is een Belgische kunstacademie. De ABK, het Stedelijk Conservatorium voor muziek, woord en dans en de Koninklijke Beiaardschool Jef Denyn vormen samen de Academie Mechelen, die deeltijds kunstonderwijs biedt.

## Geschiedenis
Willem Herreyns, kunstschilder en directeur van de Koninklijke Academie voor Schone Kunsten van Antwerpen, vestigde zich in 1771 in Mechelen. Hij opende er een atelier waar hij lesgaf in bouw- en doorzichtkunde. Met steun van het stadsbestuur en landvoogd Karel van Lotharingen werd een jaar later de Konstschole opgericht, waarvan Herreyns de eerste directeur werd. Vanaf 1773 mocht de school de titel Koninklijke Academie voor Beeldende Kunsten voeren.

## Directeuren
- 1772: Willem Herreyns
- Hyacinthe Conincx
- Charles Wauters
- 1869-1891: Willem Geets
- 1892-1925: Jan Willem Rosier
- 1925-19?? : Gustave Van de Woestyne
- 1949-1965: Ernest Albert
- 1975-1973: Lode Eyckermans
- 1984-1988: Frans Walravens

## Alumni en docenten
- Mia Baudot
- Theo Blickx
- Karel Bonaugure
- Pol Cockx
- Herman De Cuyper
- Jan-Baptist De Noter
- Pieter-Frans De Noter
- Prosper De Troyer
- Jacques De Weerdt
- Jan De Winter
- Willem Geets
- Henri Goovaerts
- Jean Hellemans
- Guido Horckmans
- Aloïs Hunin
- Emiel Jacques
- Ignace Kennis
- Jan Lauwers
- Georges Lemmers
- Karel Mechiels
- Willy Meysmans
- Gaston Relens
- Roland Rens
- Jef Rottiers
- Louis Royer
- René Smits
- Veronique Steeno
- Pieter Jan Tambuyser
- Jean-Pierre Tuerlinckx
- Jozef Jan Tuerlinckx
- Willem Van Aerden
- Charles van Beveren
- Willem Van Buscom
- Gustave Van de Woestyne
- Frans Van den Brande
- Jan Frans van Geel
- Willy Van Eeckhout
- Antoine Van Hammée
- Gilbert Van Hool
- Pieter-Bernard Vanhumbeeck
- Henri Van Perck
- Roger Verhaert
- Barth Verschaeren
- Frans Vervloet
- Victor Vervloet
- Jean-Louis van Geel
- Joseph Willems
- Jan Wouters
- Rik Wouters